# FOLFIRI
FOLFIRI es el nombre que recibe una línea de quimioterapia indicada para el tratamiento de cánceres del aparato digestivo.

## Composición
FOLFIRI es el acrónimo de una combinación quimioterápica 
compuesta por los siguientes fármacos antineoplásicos:

- FOL (ácido folínico o leucovorina): vitamina B que aumenta la eficacia terapéutica del fluorouracilo.
- F (fluorouracilo): análogo de la pirimidina y antimetabolito que al introducirse en el ADN detiene su replicación
- IRI (irinotecán): inhibidor de la topoisomerasa que impide el desenrrollamiento del ADN durante su duplicación.

## Indicaciones terapéuticas
- Cáncer colorrectal: se administra como tratamiento de primera línea en estadios avanzados o metastásicos.
- Cáncer de páncreas: se administra como tratamiento de segunda línea, cuando hayan fracasado o no sea posible usar las primeras líneas de tratamiento como FOLFIRINOX, Abraxane o gemcitabina.
- Cáncer gástrico: se usa como terapia paliativa.

## Administración
Generalmente está indicado como tratamiento estándar la administración de doce ciclos de quince días:
- Día 1: infusión intravenosa concomitante de irinotecán y leucovorina durante dos horas, seguido de inyección en bolo de fluorouracilo. Para terminar, se coloca al paciente bomba de infusión continua ambulatoria de fluorouracilo, que deberá llevar durante 22 o 46 horas, según la estrategia terapéutica.
- Día 2: si el paciente solo ha de llevar la bomba durante 22 horas, se le retira en este día y comienza así su período de descanso hasta el día 14. En caso de que el paciente deba llevar la bomba de fluorouracilo durante 46 horas, deberá mantenerla hasta el día 3.
- Día 3: comienza el período de descanso hasta el día 14 para los pacientes que deben llevar la bomba ambulatoria durante 46 horas, la cual es retirada en este día.

Estos parámetros pueden variar según el estado de salud del paciente, la toxicidad y/o el objetivo del tratamiento.

## Efectos secundarios
Los efectos secundarios suelen ser transitorios y desaparecen paulatinamente una vez finalizado el tratamiento. Si la quimioterapia se administra por largos y continuos períodos de tiempo, o si el paciente presenta problemas de tolerancia, la toxicidad puede ser mayor, lo que obliga a veces a suspender temporalmente el tratamiento antineoplásico.
Los efectos adversos se pueden mitigar con fármacos adyuvantes que se administran de forma intravenosa junto a la quimioterapia, como pueden ser los corticoides o los antieméticos.

### Efectos secundarios frecuentes[2]
- Neutropenia, lo que puede ocasionar una mayor exposición a infecciones (se puede tratar con antibióticos y puede requerir ingreso hospitalario).
- Anemia (se puede tratar con transfusión sanguínea).
- Petequia.
- Astenia.
- Hipersalivación (causada por el irinotecán).
- Diarrea.
- Mucositis y úlceras orales.
- Debilitamiento del cabello.

### Efectos secundarios ocasionales o poco frecuentes[2]
- Dolor y calambres musculares.
- Alteraciones hepáticas.
- Pérdida de apetito.
- Alteraciones visuales (visión borrosa y/o ojos llorosos).
- Reacciones alérgicas cutáneas.
- Neuropatía periférica.